# Câlnic (okręg Gorj)
Câlnic – wieś w Rumunii, w okręgu Gorj, w gminie Câlnic. W 2011 roku liczyła 578 mieszkańców.